# Kirsten Kloseová
Kirsten Münchowová známá jako Kirsten Kloseová od roku 2002 do roku 2007; (* 21. ledna 1977) je německá atletka, která získala bronzovou olympijskou medaili v roce 2000 s osobním nejlepším hodem 69,28 metrů. Bronzovou medaili získala na mistrovstvích Evropy v atletice v roce 1998. Její osobní nejlepší hod je 69,28 metru se řadí na páté místo mezi německými kladivovými vrhačkami, za Betty Heidlerovou, Susanne Keilová , Kathrin Klaasová a Andrea Bunjesová.